# Challenger (Goldbergwerk)
Challenger ist ein Goldbergwerk im australischen Bundesstaat South Australia. Es wird von dem australischen Bergbauunternehmen Dominion Mining betrieben.

## Lage
Das Bergwerk liegt im Südwesten von South Australia, etwa 900 km nordwestlich von Adelaide und 40 km westlich von Coober Pedy. Es ist über eine 180 km lange Piste an den Sturt Highway angeschlossen. Weiterhin verfügt die Grube über eine Landebahn, über welche das Personal von Adelaide aus eingeflogen wird.

## Geschichte
Die Lagerstätte wurde im Jahr 1995 aufgrund geochemischer Anomalien in der Calcrete-Bedeckung entdeckt. In der Nähe der Lagerstätte wurden anomal hohe Gehalte von mehreren hundert mg/t (ppb) Gold gemessen, woraufhin Dominion und der damalige Joint-Venture-Partner Resolute Ltd. ein Bohrprogramm startete und hochgradige Goldvererzungen traf. Im Jahr 2000 übernahm Dominion den Projektanteil von Resolute und startete eine Machbarkeitsstudie mit positivem Ergebnis. Der obere Teil der Lagerstätte bis 125 m Teufe wurde von 2002 bis 2004 im Tagebau gewonnen. Mit der Entwicklung des Untertagebetriebs wurde im Jahr 2004 begonnen und Mitte 2005 die volle Kapazität erreicht. Die derzeitige Lebenserwartung der Grube beträgt weitere 7 Jahre. Allerdings gibt es vielversprechende Erkundungsergebnisse, welche einen längerfristigen Abbau wahrscheinlich machen. Challenger ist mit Gestehungskosten von etwa 310 AUD pro Unze Gold das kostengünstigste Goldbergwerk Australiens. Die Jahresförderung liegt derzeit bei etwa 110.000 Unzen Gold.

## Geologie
Challenger befindet sich im Südwesten des archaisch-mesoproterozoischen Gawlerkraton. Nebengestein der Erzkörper sind granulitfazielle, teilweise migmatitische Gneise (englisch Christie Gneiss – ein Granat-Biotit-Cordierit-Gneis) mit einem Alter von 2,4 Milliarden Jahren. Die Lagerstätte besteht aus mehreren Erzkörpern, von denen zwei (M1 und M2) im Abbau stehen. Es handelt sich um stark verfaltete, mit etwa 40° nach NE einfallende Körper mit bläulichem Fettquarz als Gangart  und Löllingit, Arsenopyrit, Pyrrhotin und gediegen Gold als Erzminerale. Die durchschnittlichen Goldgehalte liegen bei 9 g/t, können lokal aber auch mehrere 10 g/t betragen. Die Lagerstätte bildete sich schon vor der Peak-Metamorphose, da unter granulitfaziellen Bedingungen zu wenig Fluide bereitstehen, um einen hydrothermalen Erzkörper zu bilden. Vermutlich handelt es sich um eine archaische orogene Goldlagerstätte, analog jener in Westaustralien, welche vor 2,4 Milliarden Jahren intensiv metamorph überprägt wurde. Während des Proterozoikums kam es zur Intrusion unvererzter mafischer Ganggesteine und Lamprophyre.

## Abbau und Aufbereitung
Die Betriebsführung wurde von Dominion an die Bergbaufirma HWE übertragen. Die Gewinnung fand ursprünglich im Haupt- und dem kleineren EZE-Tagebau statt. Im Haupttagebau wurden etwa 120.000 Unzen Gold gewonnen, hauptsächlich aus dem M1- und untergeordnet aus dem M2-Körper. Im EZE-Tagebau wurde ein kleinerer Körper gleichen Namens abgebaut. Anschließend wurde begonnen, den M1-Erzkörper untertage zu gewinnen, bis in die aktuelle Teufe von rund 700 m. Die Lagerstätte ist über eine Wendel erschlossen, von welcher alle 20 m Teufe Strecken in den M1-Körper gefahren werden. Der Körper mit einem M-förmigen Querschnitt wird von einer Sohle zur nächsttieferen abgebohrt und gesprengt. Um die Verunreinigung mit Nebengestein gering zu halten, werden die Sprengungen weitgehend der Form des Erzkörpers angepasst, so dass die Abbaue ebenfalls einen M-förmigen Querschnitt besitzen. Derzeit wird der parallel verlaufende M2-Erzkörper erschlossen, der von der bestehenden Wendel aus analog zum M1-Körper abgebaut wird. Weiterhin laufen Erkundungsarbeiten, um das Potential der beiden Erzkörper in größerer Teufe sowie weitere benachbarte Erzkörper festzustellen.
Das Erz wird mit Muldenkippern in die nahegelegene Aufbereitung transportiert. Dort wird es gebrochen und in einer Kugelmühle aufgemahlen, danach können 60 % des enthaltenen Goldes gravitativ gewonnen werden. Die restlichen 40 % werden durch Cyanidlaugung aus dem Erz gelöst. In den Tailings sind schließlich von den ursprünglich 9 g/t Gold des Roherzes noch 0,2 g/t enthalten. Das Gold wird vor Ort zu Barren mit einer Reinheit von 98 % geschmolzen. Diese werden anschließend verkauft.